# Strongylopsis rufiventris
Strongylopsis rufiventris là một loài tò vò trong họ Ichneumonidae.